# Klamath Glen
Klamath Glen es un área no incorporada ubicada en el condado de Del Norte en el estado estadounidense de California.

## Geografía
Klamath Glen se encuentra ubicada en las coordenadas 41°30′45″N 123°59′38″O / 41.51250, -123.99389.